# J'ai déjà vu ça dans tes yeux
Chansons représentant le Luxembourg au Concours Eurovision de la chanson
Parlez-vous français ?
(1978) Papa Pingouin
(1980)
Singles de Jeane Manson
Fais-moi danser
(1978) Fly to New-York City
(1979)
J'ai déjà vu ça dans tes yeux est une chanson écrite et composée par Jean Renard et interprétée par Jeane Manson, sortie en 45 tours en 1979.
C'est la chanson représentant le Luxembourg au Concours Eurovision de la chanson 1979.
Jeane Manson a également enregistré la chanson en anglais sous le titre I've Already Seen It in Your Eyes,.

## À l'Eurovision

### Sélection
La chanson J'ai déjà vu ça dans tes yeux, interprétée par Jeane Manson, est sélectionnée en interne pour représenter le Luxembourg au Concours Eurovision de la chanson 1979 le 31 mars à Jérusalem, en Israël.

### À Jérusalem
La chanson est intégralement interprétée en français, l'une des langues officielles du Luxembourg, comme l'impose la règle de 1977 à 1998. L'orchestre est dirigé par Hervé Roy.
J'ai déjà vu ça dans tes yeux est la treizième chanson interprétée lors de la soirée du concours, suivant Hey Nana de Micha Marah pour la Belgique et précédant Colorado de Xandra pour les Pays-Bas.
À l'issue du vote, elle obtient 44 points, se classant 13e sur 19 chansons,.

## Liste des titres
| A. | J'ai déjà vu ça dans tes yeux | Jean Renard | 3:58 |
| B. | Ma pauvre musique             | Jean Renard | 3:09 |

## Classements

### Classements hebdomadaires
| Classement (1979) | Meilleure position |
| ----------------- | ------------------ |
| France (IFOP)     | 53                 |

## Historique de sortie
| Pays        | Date       | Format   | Label |
| ----------- | ---------- | -------- | ----- |
| France      | 1979       | 45 tours | CBS   |
| Pays-Bas    | 1979       | 45 tours | CBS   |
| Portugal    | 1979       | 45 tours | CBS   |
| Royaume-Uni | avril 1979 | 45 tours | CBS   |